# TVRI
LPP Televisi Republik Indonesia, nota anche con l'acronimo TVRI, è l'ente televisivo pubblico dell'Indonesia. Trasmette dalla capitale Giacarta in indonesiano, inglese e varie lingue regionali.
Rappresenta l'Indonesia all'ABU TV Song Festival (ne ha ospitato l'edizione del 2016).

## Storia

### 1962–1975: Esordi
La prima idea di fondare un canale televisivo in Indonesia era stata avanzata dal ministro dell'informazione Maladi nel 1952. Il dibattito a quel tempo verteva sull'utilità che essa avrebbe avuto per le elezioni politiche del 1955 prossime venture, ma il Governo indonesiano in quell'occasione ritenne che l'impresa sarebbe stata troppo dispendiosa e decise di abbandonarla.
Il progetto iniziò a concretizzarsi quando nel 1961 lo stesso Governo decise di includerlo nel piano di sviluppo dei Giochi asiatici che si sarebbero dovuti tenere nel Paese l'anno successivo e la cui preparazione era stata affidata al Comando degli affari del progetto della IV edizione dei Giochi asiatici (KUPAG). Il 25 luglio 1961 il ministro dell'informazione promulgò il decreto n° 20/SK/M/1961 riguardante la formazione della Commissione preparatoria della televisione (P2TV). Questa istituzione era presieduta dal RM Soetarto, capo del direttorato statale dei film, e al suo interno erano presenti il RM Soenarjo e altri 7 membri, che lavoravano congiuntamente al Ministero dell'informazione. Per acquisire maggiori competenze nel campo della televisione, l'allora presidente inviò Soetarto a New York e ad Atlanta, negli Stati Uniti.
Il 23 ottobre 1961 il Presidente della Repubblica Sukarno, che era a Vienna, inviò un telex a Maladi mediante il quale disponeva di stendere subito un piano per la realizzazione di un'azienda televisiva che tenesse di conto dei seguenti punti:
1. costruire uno studio presso la vecchia AKPEN (Accademia dell'informazione), a Senayan (attuale sede di TVRI), perché l'edificio era vicino alla Bung Karno Sports Arena e quindi più a portata di mano per lo svolgimento delle operazioni di ripresa (in precedenza erano stati presi in considerazione anche il PFN Jatinegara Building, il Topography Bureau Building, il trasmettitore di RRI a Kebayoran e molti altri siti, ma questi erano stati tutti ritenuti inadeguati);
2. costruire un trasmettitore da 100W e uno da 10kW su una torre di 80 metri, all'interno del complesso di TVRI di Senayan (inizialmente era stato progettato che la torre fosse posta sull'Hotel Indonesia o sul vecchio Palazzo Perfini); il secondo trasmettitore fu completato il 22 agosto 1962 e fu pronto a trasmettere alcune ore prima dell'inizio dei Giochi;
3. preparare l'attrezzatura (programmi e personale), provenienti dalle società giapponesi NEC e NHK, selezionate tra vari fornitori, tra cui la tedesca occidentale Siemens, la statunitense RCA, e la britannica Marconi.
NHK, in particolare, si sarebbe dovuta occupare dell'assistenza tecnica e della formazione dei futuri dipendenti che non avevano esperienza pregressa nella televisione perché provenienti da RRI e PFN o perché solo studenti della facoltà di Televisione.
In base al decreto governativo n° 20/SK/VII/1961 TVRI fu creata ufficialmente come parte dell'Ufficio di Radio e Televisione gestito dalla Commissione organizzativa della IV edizione dei Giochi asiatici.
Il 17 agosto 1962, durante i festeggiamenti del 17º anniversario dell'indipendenza del Paese, TVRI effettuò, quindi, i primi test di trasmissione in bianco e nero dai locali del Palazzo Merdeka, a Giacarta, avvalendosi di un trasmettitore di riserva della potenza di 100W. Il complesso di TVRI, costruito in meno di un anno, fu inaugurato il 23 agosto 1962 dal presidente di P2TV. La cerimonia di apertura dell'evento sportivo si tenne il 24 agosto. 
Per tutto il periodo della manifestazione fu dato spazio alle varie discipline con delle dirette sia il mattino che la sera.
In questa circostanza l'azienda di elettrodomestici Matsushita ottenne un contratto dal Ministero dell'industria del popolo indonesiano per l'installazione di apparecchi televisivi per un valore complessivo di $3.000.000.
Grazie a TVRI l'Indonesia divenne il sesto Paese in Asia orientale ad introdurre la televisione, seguendo Giappone, Filippine, Thailandia, Cina e Corea del Sud.
A marzo 1963 TVRI iniziò a trasmettere pubblicità. Il 20 ottobre nacque Yayasan TVRI ("Fondazione TVRI"), autorità governativa ufficiale del canale, a capo della quale era il Presidente dell'Indonesia (la fondazione esistette fino a fine anni novanta).
Due anni dopo debuttò il primo canale regionale di TVRI, a Yogyakarta, al quale fecero seguito ben presto quelli di Bandung, Semarang, Medan, Surabaya, Makassar, Manado, Batam, Palembang, Denpasar e Balikpapan. Negli anni che seguirono il canale mandò in onda una programmazione principale a carattere nazionale dalla capitale Giacarta, alternata, in alcune ore della giornata, da programmi regionali, irradiati in ciascuna provincia dalla relativa stazione territoriale.

### 1975–1998: Nuovo ordine
Nel 1974, otto anni dopo la salita al potere del Presidente Suharto, TVRI fu inglobata nel Dipartimento dell'informazione sotto forma di direttorato. Un anno dopo, un decreto rese TVRI anche parte della Fondazione TVRI. 
Nel 1976 la rete iniziò ad irradiare il proprio segnale in tutta l'Indonesia anche attraverso il satellite Palapa.
Le prime trasmissioni a colori furono diffuse proprio via satellite nel 1979. I primi notiziari a colori furono Berita Nasional (Telegiornale nazionale), Dunia Dalam Berita (Il mondo nelle notizie), Berita Terakhir (Ultime notizie) e il programma di approfondimento sugli ultimi eventi Laporan Khusus (Reportage speciale).
Tra fine anni settanta e inizio anni ottanta TVRI divenne una componente ben definita dei mass media gestiti dal Dipartimento dell'informazione.
Fino a questa epoca l'azienda aveva ricavato profitti dagli spazi pubblicitari; nel 1981 il Presidente Suharto bandì gli spot pubblicitari allo scopo di "indirizzare meglio la televisione verso la promozione dei programmi di sviluppo e di evitare effetti negativi che non sostenessero lo spirito dello sviluppo". 
Si stimò un calo delle entrate dell'azienda di 20.000.000.000 di rupie ($64.000.000) all'anno (dopo l'epoca delle riforme di Suharto la pubblicità fu ripristinata). A fronte di ciò, TVRI guardò alla creazione di una programmazione per il pubblico delle campagne.
Nel 1982 fu inaugurata la torre di trasmissione di TVRI allo scopo di ampliare la copertura del segnale.
A seguire, il segnale fu sdoppiato dando vita al Canale 6 e al Canale 8: il primo ospitava il palinsesto già esistente, mentre il secondo all'inizio consisteva solo in un servizio test per gli spettatori di Giacarta, Giava Occidentale e qualche altra zona. Sia i programmi autoprodotti che quelli importati dall'estero venivano a questo punto suddivisi tra le due reti.
Nel 1989 il Canale 8 fu trasformato in un secondo canale con programmazione regolare e rinominato "TVRI Programa Dua" (TVRI Programma Due), così come, di conseguenza, il Canale 6 fu ribattezzato come "TVRI Programa Satu" ("TVRI Programma Uno"). 
La seconda rete mirava ad attrarre il pubblico della capitale Giacarta e proponeva anche un telegiornale della durata di mezz'ora in lingua inglese, Six Thirty Report, in onda alle 18:30 (anni dopo Programa Dua fu convertito in un canale locale noto come "TVRI Jakarta"). Lo stesso anno TVRI perse il monopolio della televisione, quando cioè il sesto piano quinquennale governativo autorizzò la creazione di reti televisive private, la prima delle quali fu RCTI.
Nel 1994 TVRI lanciò il suo servizio di televideo, TVRI-Text, in collaborazione con la società di telematica PT Pilar Kumalajaya, quattro mesi dopo il televideo di RCTI.
La costruzione degli studi di produzione televisiva e dei relativi canali locali nelle varie province, cominciata qualche decennio prima, era proseguita in quei territori che non ne erano ancora provvisti, e arrivò a compimento nel 1998, quando ormai tutto il territorio dell'Indonesia risultava servito, compresa Timor Est, che da tempo aspirava all'indipendenza.

### 1998–2006: Trasformazione e ristrutturazione
Nel nuovo periodo di riforme tra fine anni novanta e inizio anni duemila lo status legale di TVRI fu cambiato più volte. Nel 2000 passò ad essere una società di servizi posta sotto il controllo esclusivo del Ministero delle finanze. Nel 2002 fu trasformata in una società a responsabilità limitata, lasciando al Ministero delle finanze solo la tutela delle questioni finanziarie e trasferendo le problematiche organizzative al Ministero delle imprese statali.
Durante lo stesso anno entrò in vigore la nuova legge sull'emittenza, la n° 32/2002, che designava TVRI insieme ad RRI, la radio di Stato indonesiana, come enti pubblici indipendenti (Lembaga penyiaran publik o LPP), sottraendo dunque entrambe le aziende a qualsiasi controllo governativo diretto. La transizione al nuovo assetto societario avvenne gradualmente in un periodo di 3 anni. Il nuovo status fu poi riaffermato dal regolamento governativo n° 13/2005. Il 18 marzo 2005, in contemporanea ad RRI, TVRI concluse definitivamente l'operazione.

### 2006–presente: Modernizzazione e passaggio alla tecnologia digitale terrestre
In base al piano governativo di introdurre in Indonesia la televisione digitale terrestre, il 21 dicembre 2010 TVRI avviò le sue trasmissioni con questa tecnologia, inizialmente solo a Giacarta, Surabaya e Batam, lanciando in contemporanea i due canali TVRI 3 (attuale TVRI World) e TVRI 4 (attuale TVRI Sport). L'evento fu presenziato dal Presidente Susilo Bambang Yudhoyono e dal Ministro delle comunicazioni e dell'informatica Tifatul Sembiring.
Nel 2017 il Consiglio dei supervisori insediò una figura televisiva molto conosciuta, Helmy Yahya, come capo direttore e Apni Jaya Putra, ex direttore di programmazione presso Kompas TV ed ex responsabile di SCTV, RCTI e SUN TV, come direttore della testata giornalistica e della programmazione. Durante la leadership di Helmy Yahya e Apni Jaya Putra TVRI rimodellò la sua programmazione su grande scala.
Ad agosto 2019 l'azienda, in collaborazione con i canali privati nazionali Metro TV e Trans7 e il Ministero delle comunicazioni e dell'informatica, estese il digitale terrestre nella regione di confine della reggenza di Nunukan, nel Kalimantan Settentrionale.
È in corso d'esame una legge sull'emittenza per sostituire la n° 32/2002, mediante la quale si intenderebbe riunire TVRI e RRI in un unico ente radiotelevisivo, che prenderebbe il nome di "Radio Televisi Republik Indonesia" (RTRI).

## Organizzazione

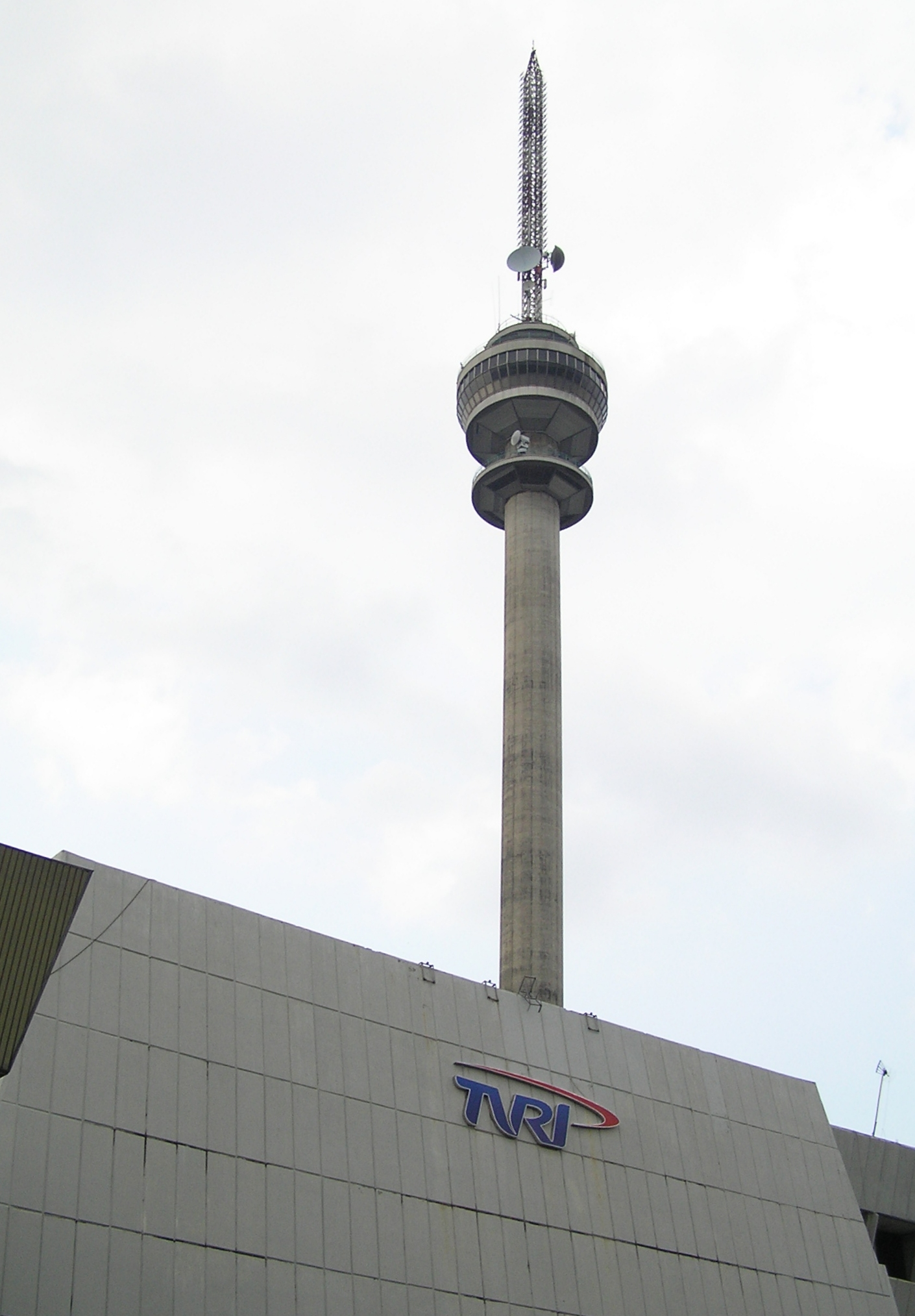
La torre di trasmissione di TVRI.

### Compiti
TVRI è concepita come ente televisivo pubblico in base alla legge sull'emittenza n° 32 del 2002, che la definisce un'"entità legale fondata dallo Stato, indipendente, neutrale, non commerciale, che ha la funzione di fornire servizi di pubblico interesse". Il suo compito, in base alla regolamentazione governativa n° 13 del 2005, è "di fornire servizio d'informazione corretta, istruzione e intrattenimento, mantenere il controllo sociale e l'unità, e preservare la cultura della nazione per il bene di tutta la comunità realizzando programmi televisivi che raggiungano tutte le parti dello Stato Unitario della Repubblica d'Indonesia".

### Struttura
Dell'organico di TVRI fanno parte il Consiglio dei supervisori (Dewan Pengawas), composto da 5 membri nominati dalla Dieta dei rappresentanti del popolo (DPR), il Consiglio dei direttori (Dewan Direksi), formato da 6 membri nominati dal Consiglio dei supervisori (la nomina di ciascun componente dei due consigli necessita l'approvazione del Presidente e ha una validità di cinque anni rinnovabile una sola volta), e un'Unità di supervisione interna (Satuan Pengawasan Intern), che rendiconta in merito alle finanze interne e alla supervisione delle attività logistiche al Consiglio dei direttori.
In base all'articolo 15 della legge sull'emittenza TVRI è finanziata attraverso il canone, le sovvenzioni statali annuali versate dal Governo e approvate dal DPR, contributi della comunità, pubblicità e proventi derivanti da formazione del personale, certificazione professionale, rendite patrimoniali, autoproduzione di programmi, servizi multiplex e royalty.
Al 2018 TVRI ha approssimativamente 4.300 dipendenti, 1.800 circa dei quali nella sede di Giacarta. Il 90% del totale è composto da funzionari del Ministero della comunicazione e dell'informatica, benché l'azienda non sia controllata né da quel ministero né da altre componenti del Governo.

### Pertinenze di TVRI
A TVRI fa capo il centro di Pusat Pendidikan dan Pelatihan TVRI ("Centro di istruzione e formazione professionale di TVRI"), che fornisce formazione teorica e pratica nel settore della televisione.
TVRI gestisce anche lo Studio Alam TVRI ("Studio Naturale di TVRI"), un set televisivo esterno a Sukmajaya, Depok, Giava Occidentale, allestito in un open space verde utilizzato sia per la produzione di diversi programmi che come area ricreativa.

## Servizi

### Televisione
Al 2024 TVRI gestisce tre canali nazionali e una rete di 34 canali regionali distribuiti per mezzo di 361 trasmettitori, che la rendono il gruppo televisivo con maggiore copertura di segnale dell'Indonesia.

#### Nazionale
| Nome                                      | Sede     | Тipo                                                              | Lancio | Lingua      |
| ----------------------------------------- | -------- | ----------------------------------------------------------------- | ------ | ----------- |
| TVRI Nasional                             | Giacarta | generalista (principalmente programmi didattici e d'informazione) | 1962   | indonesiano |
| TVRI World (precedentemente TVRI Kanal 3) | Giacarta | internazionale                                                    | 2010   | inglese     |
| TVRI Sport (precedentemente TVRI Kanal 4) | Giacarta | sport                                                             | 2010   | indonesiano |

#### Regionale

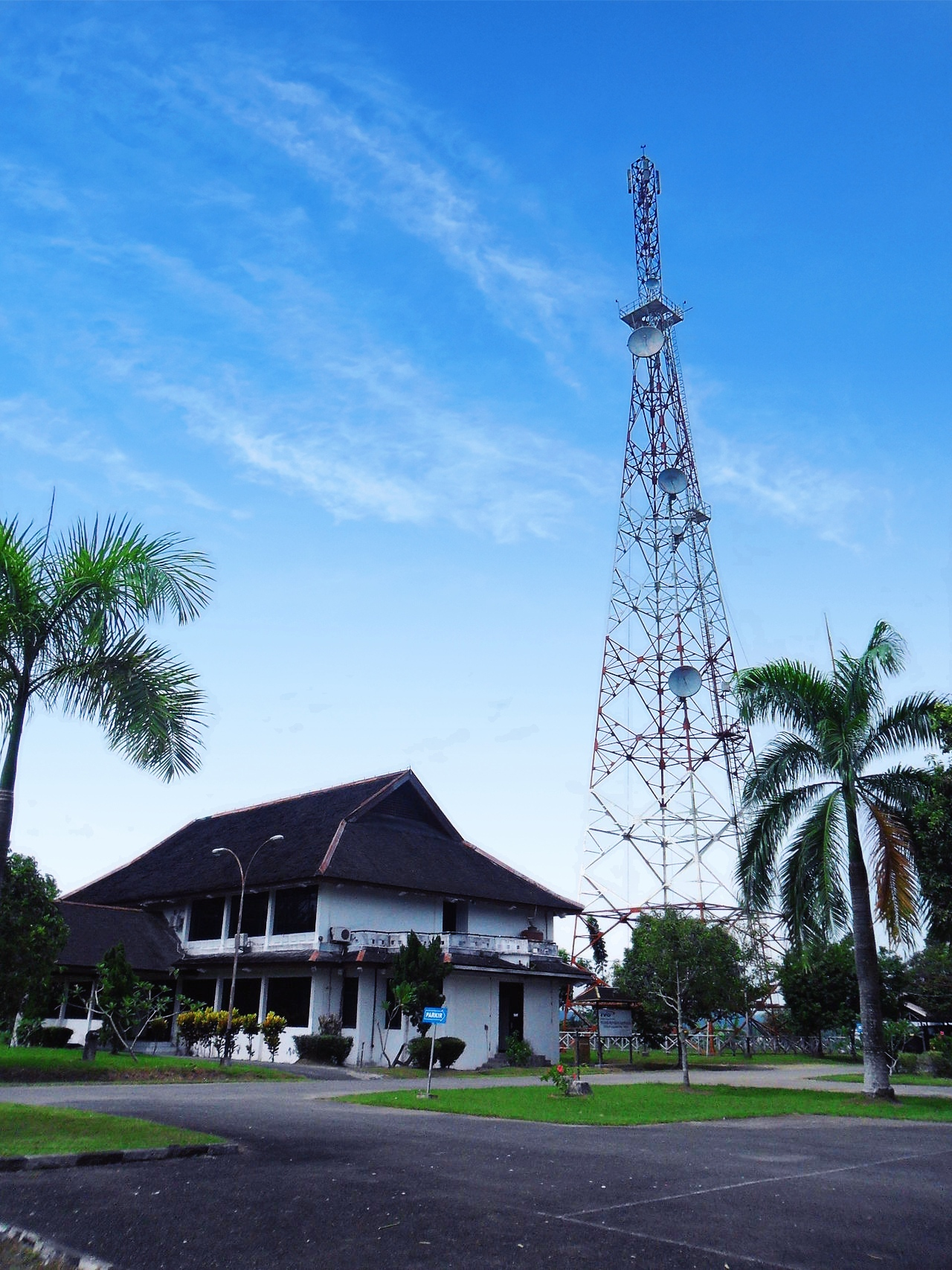
Edificio e trasmettitore di TVRI Kalimantan Timur a Samarinda, Kalimantan Orientale.

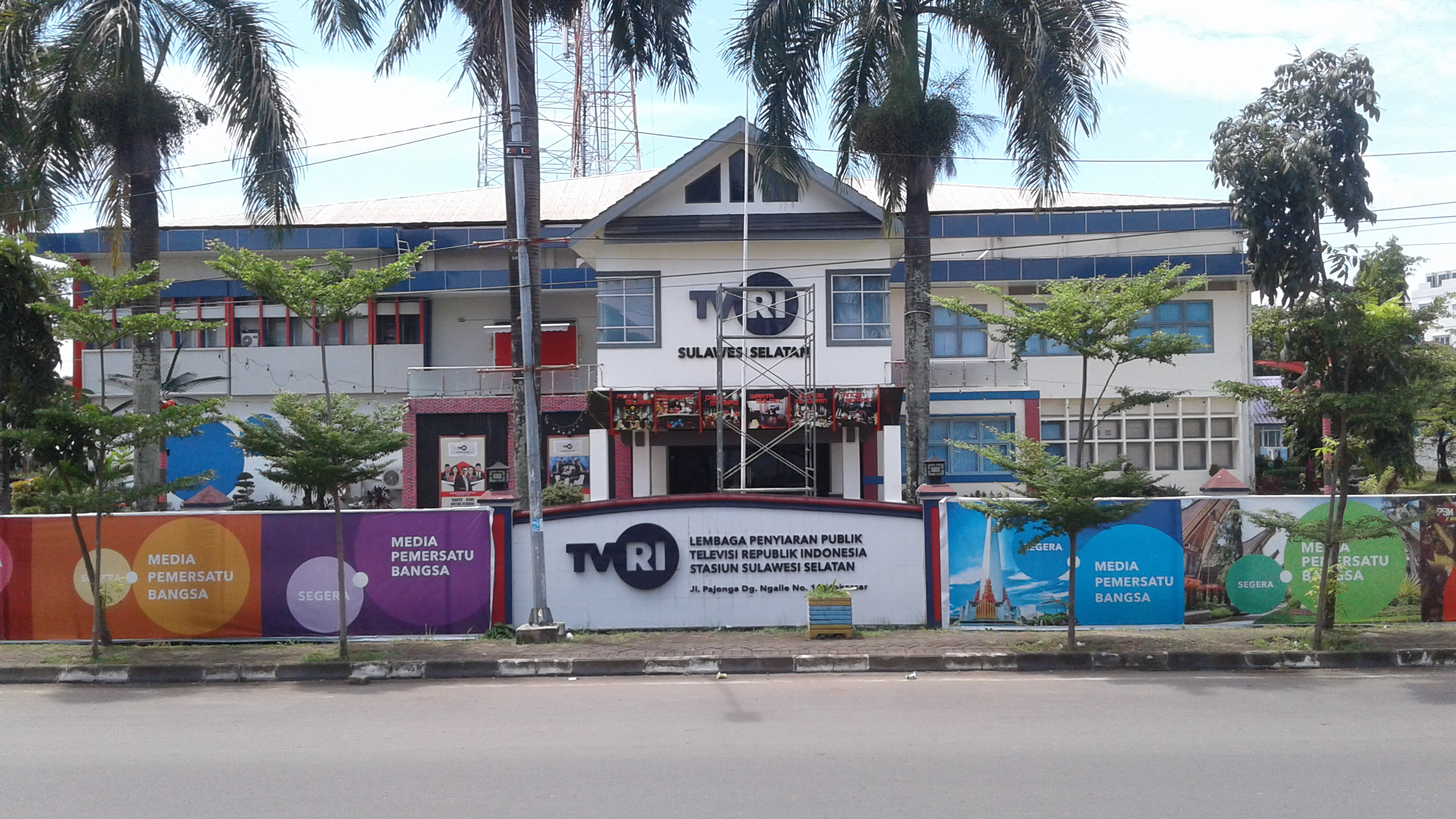
Edificio di TVRI Sulawesi Selatan a Makassar, Sulawesi Meridionale.

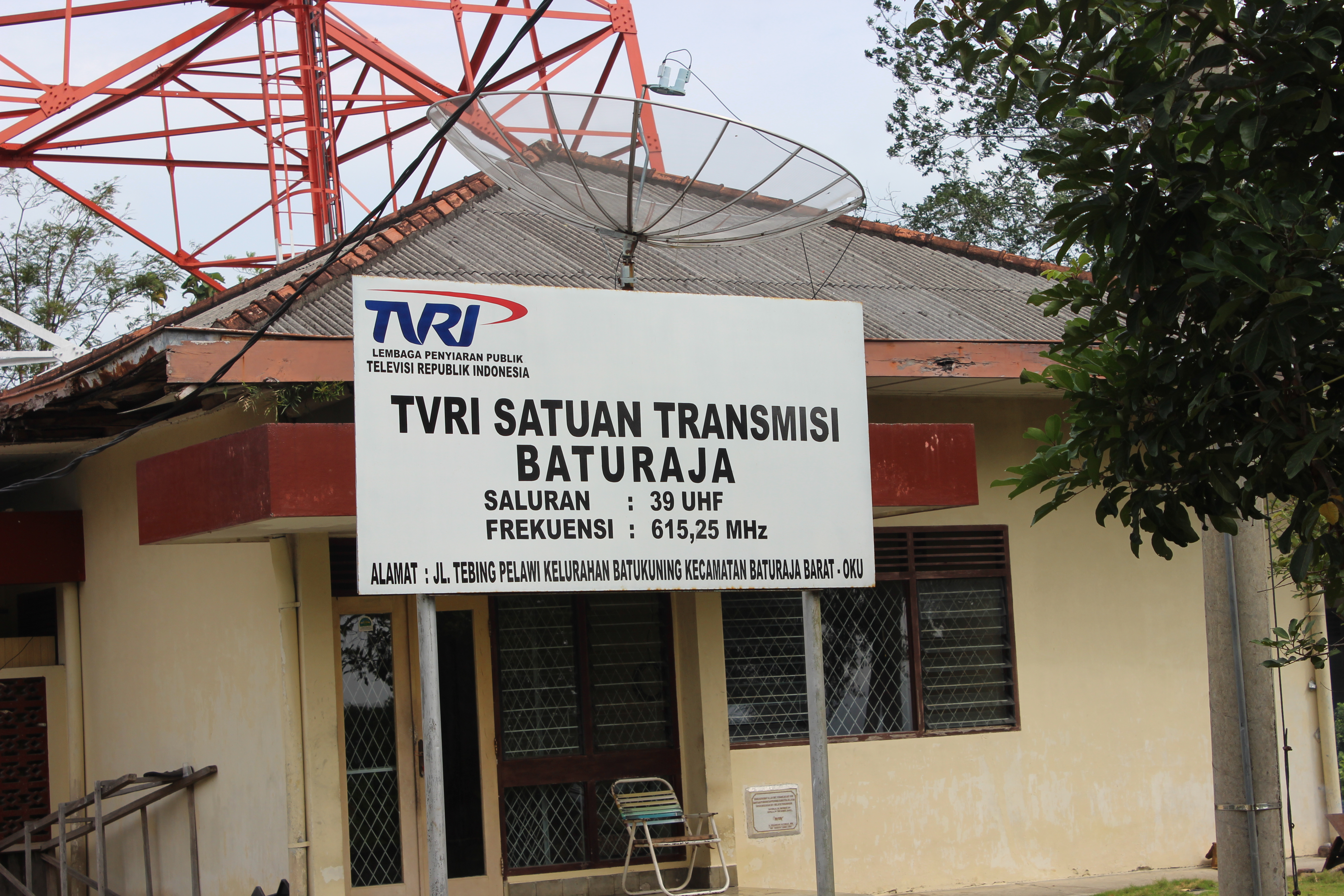
Stazione di trasmissione di TVRI Baturaja nella reggenza di Ogan Komering Ulu, Sumatra Meridionale.

| Provincia                        | Logo | Stazione                | Data fondazione                                                                                                 | Sede                                                                                 |
| -------------------------------- | ---- | ----------------------- | --- | ------------------------------------------------------------------------------------ |
| Sumatra                          |      | TVRI Aceh               | 24 febbraio 1993                                                                                                | Banda Aceh, Aceh                                                                     |
| Sumatra                          |      | TVRI Sumatera Utara     | 28 dicembre 1970                                                                                                | Medan, Sumatra Settentrionale                                                        |
| Sumatra                          |      | TVRI Sumatera Barat     | 19 aprile 1997                                                                                                  | Padang, Sumatra Occidentale                                                          |
| Sumatra                          |      | TVRI Riau               | 3 novembre 1998                                                                                                 | Pekanbaru, Riau                                                                      |
| Sumatra                          |      | TVRI Kepulauan Riau     | 2 giugno 1980 (in passato era una stazione relè di Giacarta); 9 novembre 2021 (prime trasmissioni locali)       | Tanjung Pinang, Isole Riau                                                           |
| Sumatra                          |      | TVRI Jambi              | 15 aprile 1995                                                                                                  | Jambi, Jambi                                                                         |
| Sumatra                          |      | TVRI Bengkulu           | 3 agosto 1998                                                                                                   | Bengkulu, Bengkulu                                                                   |
| Sumatra                          |      | TVRI Sumatera Selatan   | 31 gennaio 1974                                                                                                 | Palembang, Sumatra Meridionale                                                       |
| Sumatra                          |      | TVRI Bangka Belitung    | 21 novembre 2014                                                                                                | Pangkal Pinang, Bangka-Belitung                                                      |
| Sumatra                          |      | TVRI Lampung            | 12 luglio 1991                                                                                                  | Bandar Lampung, Lampung                                                              |
| Giava                            |      | TVRI Jakarta            | 1 gennaio 1983 (come TVRI Programa Dua); 26 marzo 2007 (come TVRI Jakarta)                                      | Giacarta Centrale (sede) e Giacarta Occidentale (stazione di trasmissione), Giacarta |
| Giava                            |      | TVRI Banten             | 2024 | Serang, Banten                                                                       |
| Giava                            |      | TVRI Jawa Barat         | 11 marzo 1987                                                                                                   | Bandung, Giava Occidentale                                                           |
| Giava                            |      | TVRI Jawa Tengah        | 29 maggio 1996                                                                                                  | Demak, Giava Centrale                                                                |
| Giava                            |      | TVRI Yogyakarta         | 17 agosto 1965                                                                                                  | Sleman, Regione speciale di Yogyakarta                                               |
| Giava                            |      | TVRI Jawa Timur         | 3 marzo 1978 | Surabaya, Giava Orientale                                                            |
| Bali e Piccole Isole della Sonda |      | TVRI Bali               | 16 luglio 1978                                                                                                  | Denpasar, Bali                                                                       |
| Bali e Piccole Isole della Sonda |      | TVRI NTB                | 29 agosto 2007                                                                                                  | Mataram, Nusa Tenggara Occidentale                                                   |
| Bali e Piccole Isole della Sonda |      | TVRI NTT                | 29 luglio 1985                                                                                                  | Kupang, Nusa Tenggara Orientale                                                      |
| Kalimantan                       |      | TVRI Kalimantan Barat   | 14 settembre 1977 (in passato era una stazione relè da Giacarta); 14 settembre 1998 (prime trasmissioni locali) | Pontianak, Kalimantan Occidentale                                                    |
| Kalimantan                       |      | TVRI Kalimantan Tengah  | 17 febbraio 1995                                                                                                | Palangka Raya, Kalimantan Centrale                                                   |
| Kalimantan                       |      | TVRI Kalimantan Selatan | 5 agosto 1985                                                                                                   | Banjarmasin, Kalimantan Meridionale                                                  |
| Kalimantan                       |      | TVRI Kalimantan Timur   | 19 gennaio 1993                                                                                                 | Samarinda, Kalimantan Orientale                                                      |
| Kalimantan                       |      | TVRI Kalimantan Utara   | 25 ottobre 2021                                                                                                 | Bulungan, Kalimantan Settentrionale                                                  |
| Sulawesi                         |      | TVRI Sulut              | 7 ottobre 1978                                                                                                  | Manado, Sulawesi Settentrionale                                                      |
| Sulawesi                         |      | TVRI Gorontalo          | 13 giugno 2007                                                                                                  | Gorontalo, Gorontalo                                                                 |
| Sulawesi                         |      | TVRI Sulteng            | 22 dicembre 2001                                                                                                | Palu, Sulawesi Centrale                                                              |
| Sulawesi                         |      | TVRI Sultra             | 23 luglio 2007                                                                                                  | Kendari, Sulawesi Sudorientale                                                       |
| Sulawesi                         |      | TVRI Sulsel             | 7 dicembre 1972                                                                                                 | Makassar, Sulawesi Meridionale                                                       |
| Sulawesi                         |      | TVRI Sulbar             | 19 agosto 2011                                                                                                  | Mamuju, Sulawesi Occidentale                                                         |
| Maluku e Papua                   |      | TVRI Maluku Utara       | 12 ottobre 2023                                                                                                 | Sofifi, Maluku Settentrionale                                                        |
| Maluku e Papua                   |      | TVRI Maluku             | 20 febbraio 1993                                                                                                | Ambon, Maluku                                                                        |
| Maluku e Papua                   |      | TVRI Papua Barat        | 28 ottobre 2020                                                                                                 | Manokwari, Papua Occidentale                                                         |
| Maluku e Papua                   |      | TVRI Papua              | 23 febbraio 1994                                                                                                | Jayapura, Papua                                                                      |

La stazione regionale di Timor Est, TVRI Dili, cessò le trasmissioni nel 1999. Il suo posto fu preso dall'emittente nazionale di Timor Est RTTL.

### Servizi online
TVRI offre due servizi online: TVRI Klik, lanciato nel 2018, è il principale servizio di streaming per tutti i canali di TVRI nazionali e regionali. TVRI VoD è il servizio video-on-demand di TVRI. Entrambi sono accessibili dalle app dedicate per Android e iOS e dal loro sito web.
Oltre a TVRI Klik, i canali nazionali e regionali sono fruibili sul sito web ufficiale, su YouTube e su altri social network.
TVRI ha anche un suo portale d'informazione, TVRINews.com, attivo dal 2014.

## Ricezione

### Terrestre
TVRI trasmette in standard DVB-T HD.

### Satellite[28]
| Satellite          | Telkom 3S                                             | Telkom 3S                                             | SES 7                                                 | SES 9                                                 | Telkom 4                                              | Measat 3b                                             | Measat 3b                                             | ABS 2A                                                |
| Posizione orbitale | 118.0° E                                              | 118.0° E                                              | 108.2° E                                              | 108.2° E                                              | 108.0° E                                              | 91.5° E                                               | 91.5° E                                               | 75.0° E                                               |
| Canali             | TVRI Nasional, TVRI Regional, TVRI World, TVRI Sports | TVRI Nasional, TVRI Regional, TVRI World, TVRI Sports | TVRI Nasional, TVRI Regional, TVRI World, TVRI Sports | TVRI Nasional, TVRI Regional, TVRI World, TVRI Sports | TVRI Nasional, TVRI Regional, TVRI World, TVRI Sports | TVRI Nasional, TVRI Regional, TVRI World, TVRI Sports | TVRI Nasional, TVRI Regional, TVRI World, TVRI Sports | TVRI Nasional, TVRI Regional, TVRI World, TVRI Sports |
| Frequenza          | 12316 H                                               | 12560 H                                               | 2655 H                                                | 11921 V                                               | 3924 H                                                | 12603 H                                               | 12643 H                                               | 12290 V                                               |
| SR                 | 7500                                                  | 10000                                                 | 22500                                                 | 45000                                                 | 6500                                                  | 30000                                                 | 31000                                                 | 44000                                                 |
| FEC                | 3/4                                                   | 3/5                                                   | 3/4                                                   | 3/5                                                   | 2/3                                                   | 3/5                                                   | 2/3                                                   | 3/4                                                   |
| Modulazione        | 8PSK                                                  | 8PSK                                                  | 8PSK                                                  | 8PSK                                                  | 8PSK                                                  | 8PSK                                                  | 8PSK                                                  | 8PSK                                                  |

### Streaming
TVRI in streaming Archiviato il 22 maggio 2020 in Internet Archive.

## Loghi

1962–1978
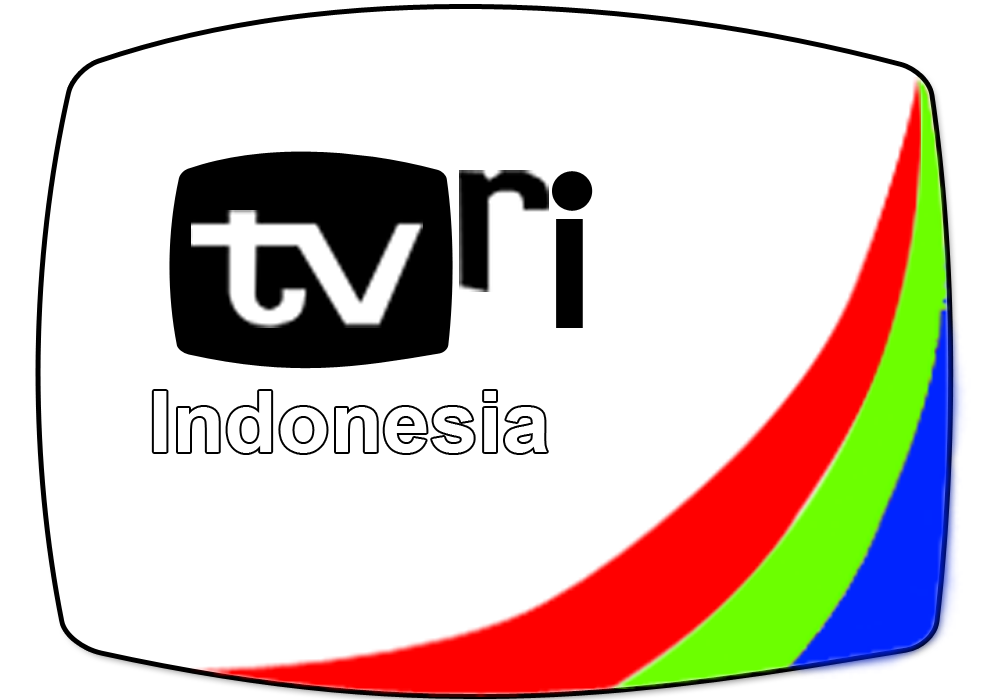
1978–1983
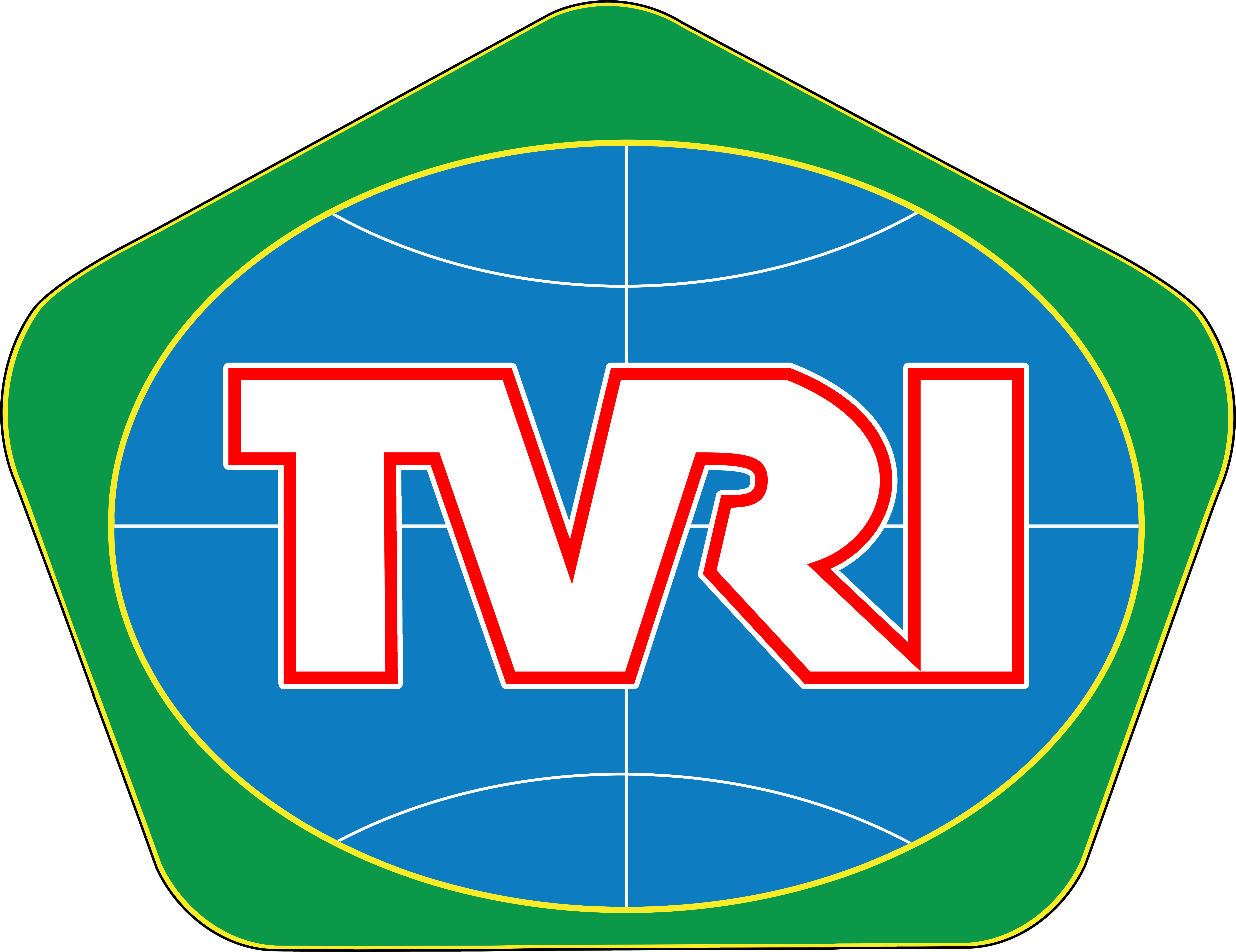
1983–1999
1999–2001
2001–2003
2003–2007
2007–2019
2019–presente

## Controversie

### Scandali di corruzione
Nel 2008 l'ex presidente e amministratore di TVRI Sumita Tobing fu arrestata con l'accusa di corruzione per le modalità di approvvigionamento di 50 telecamere del valore di 5.200.000.000 di rupie indonesiane. Nel 2012 fu dichiarata colpevole e condannata ad 1 anno e 6 mesi di reclusione nel 2014.
Nel 2013 il direttore del reparto finanziario di TVRI Eddy Machmudi Effendi fu condannato a 8 anni e 6 mesi di reclusione per un affare legato al direttore del telegiornale e della programmazione Irwan Hendarmin e all'attore Mandra, riguardante l'acquisto di alcuni programmi.

### Trasmissione di eventi politici
Il 6 giugno 2013 TVRI mandò in onda una differita della Muktamar Khilafah ("Conferenza del Califfato") organizzata da Hizb ut-Tahrir Indonesia (HTI) presso lo Stadio Gelora Bung Karno a Giacarta. Il commissario della Commissione indonesiana dell'emittenza (KPI) Idy Muzayyad ritenne che TVRI come istituzione pubblica dell'emittenza stesse "sperimentando un disorientamento nazionale" con la trasmissione di questo evento, perché "l'ideologia di HTI sta mettendo in dubbio l'ideologia di Stato e il nazionalismo, oltre a rigettare la democrazia"; ma il portavoce di HTI Ismail Yusanto sostenne che "TVRI è un'emittente pubblica, e che anche HTI è parte del pubblico" e che la trasmissione fosse "parte del diritto del pubblico di andare in onda ed essere ascoltato". TVRI fu successivamente avvisata dal KPI che a causa di quel programma avrebbe potuto essere sanzionata.
Il 15 settembre seguente TVRI mandò in onda una differita del convegno del Partito Democratico Indonesiano per oltre 2 ore, il quale era stato fondato dal presidente in carica Susilo Bambang Yudhoyono. La trasmissione portò di nuovo a sanzioni da parte del KPI per la violazione del principio di indipendenza politica stabilito dalla legge. L'amministratore della segreteria del Consiglio dei direttori di TVRI Usi Karundeng, però, dichiarò che l'azienda non aveva mai ricevuto pressioni né era mai stata pagata dal partito.

### Licenziamento dell'amministratore unico Helmy Yahya e caos interno
Il 6 dicembre 2019 Helmy Yahya fu temporaneamente sollevato dal suo incarico di amministratore unico con mandato 2017-2022, venendo sostituito pro tempore da Supriyono. Secondo quasi tutte le fonti d'informazione di quel periodo il motivo della rimozione definitiva e unilaterale che ne seguì il 16 gennaio 2020 sarebbe stata causata dall'acquisto da parte di Yahya dei diritti di trasmissione della Premier League dal network multipiattaforma Mola TV, ritenuti eccessivamente dispendiosi dal Consiglio dei supervisori presieduto da Arief Hidayat Thamrin. Oltre a ciò, si sarebbero verificati dei problemi durante il programma a quiz Siapa Berani, ai quali se ne sarebbero aggiunti altri rimasti ignoti. Lo stesso giorno la sala di consiglio fu chiusa. 
Il giorno seguente, appresa la notizia, 4.000 dipendenti firmarono una mozione di sfiducia nei confronti del Consiglio dei supervisori.
Nonostante questa reazione da parte del personale, il Consiglio mantenne la propria posizione fino alla nomina dell'amministratore unico che avrebbe sostituito in via definitiva Yahya.
Il 27 marzo altri tre direttori furono sospesi per gli stessi motivi per quasi un mese, tra i quali figurava il caporedattore della testata giornalistica nonché direttore della programmazione Apni Jaya Putra. 
Il 13 maggio tutti e tre furono altrettanto sollevati dal proprio incarico in via definitiva.
Il 27 maggio il Consiglio dei supervisori nominò come amministratore unico per il resto del mandato ancora in corso il pubblicitario, giornalista e cineasta Iman Brotoseno. 
Questa nomina fu motivo di polemiche a causa dell'appoggio dato al presidente in carica Joko Widodo durante le elezioni del 2019, ma Brotoseno dichiarò che "sarebbe stato indipendente e imparziale".
Il presidente del Consiglio dei supervisori Arief Hidayat Thamrin, che a sua volta era stato sospeso dal suo incarico l'11 maggio di quello stesso anno dalla prima commissione della Dieta dei rappresentanti del popolo, il 5 ottobre fu definitivamente licenziato.